# Relaciones Estados Unidos-Tanzania
Las relaciones Estados Unidos-Tanzania son las relaciones diplomáticas entre Estados Unidos y Tanzania.

## Historia
Gran parte de la relación entre Tanzania y los Estados Unidos ha sido enmarcada primero por la Guerra Fría y, más recientemente, en el contexto de las políticas estadounidenses hacia África y el desarrollo. En ocasiones, las relaciones entre los dos países han sido tensas, aunque en los últimos años los dos países han establecido una asociación creciente.
Gran parte de la tensión temprana en la relación está arraigada en los intereses de Tanzania en promover las fuerzas de liberación anticolonial en el sur de África, y en los intereses de los Estados Unidos en proteger los mercados y los intereses comerciales en África. Estos intereses a menudo estaban en conflicto entre 1961 y finales de los ochenta. Desde fines de la década de 1980, las relaciones entre los Estados Unidos y Tanzania han mejorado como resultado de los intereses mutuos en el alivio de la deuda, las sucesivas crisis de refugiados, la liberación de los países del sur de África y la mejora de la economía de Tanzania (ver Waters, 2006).

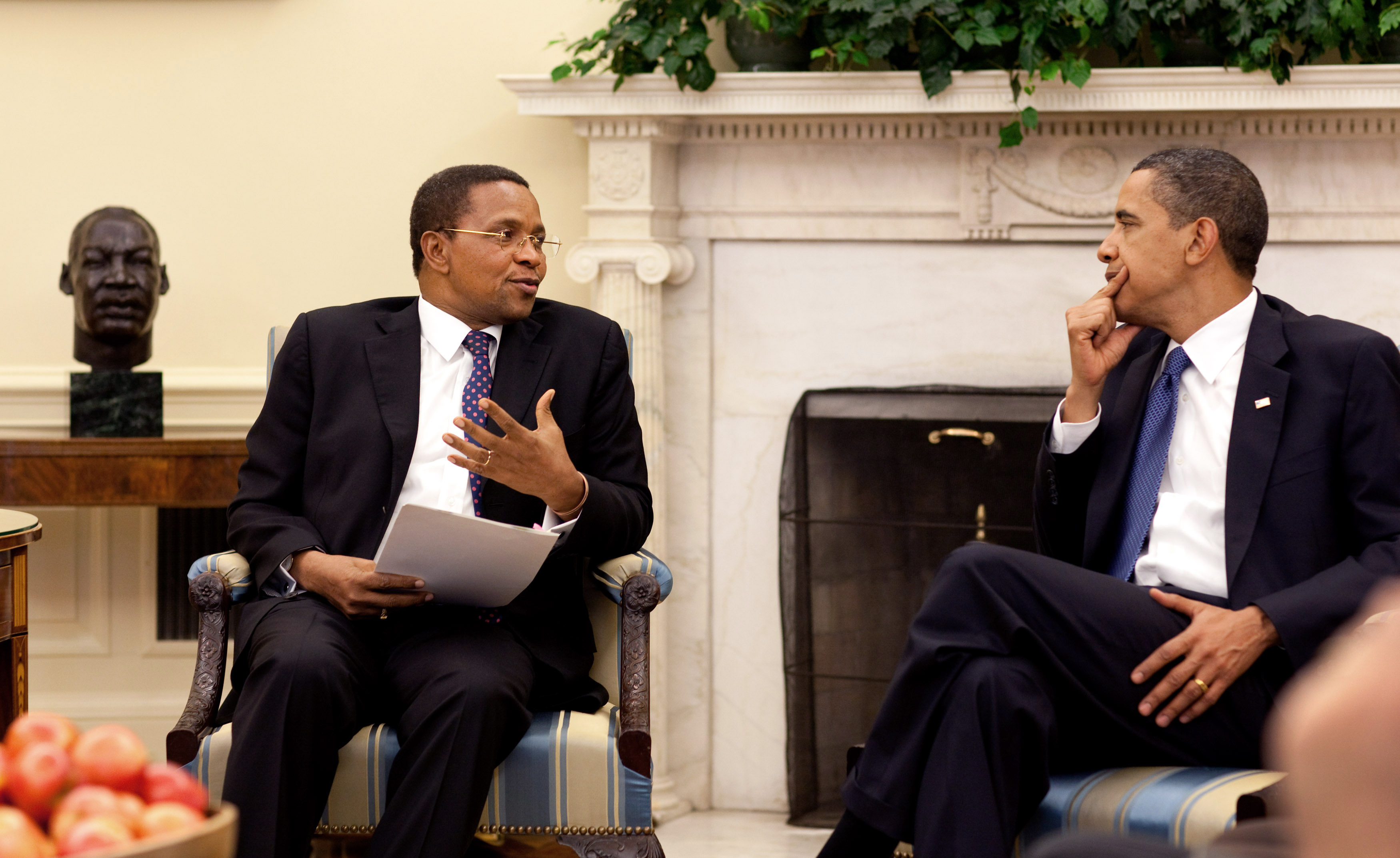
El presidente de los Estados Unidos, Barack Obama, se reunió con su homólogo de Tanzania, Jakaya Kikwete, en la oficina de Oval en mayo de 2009.

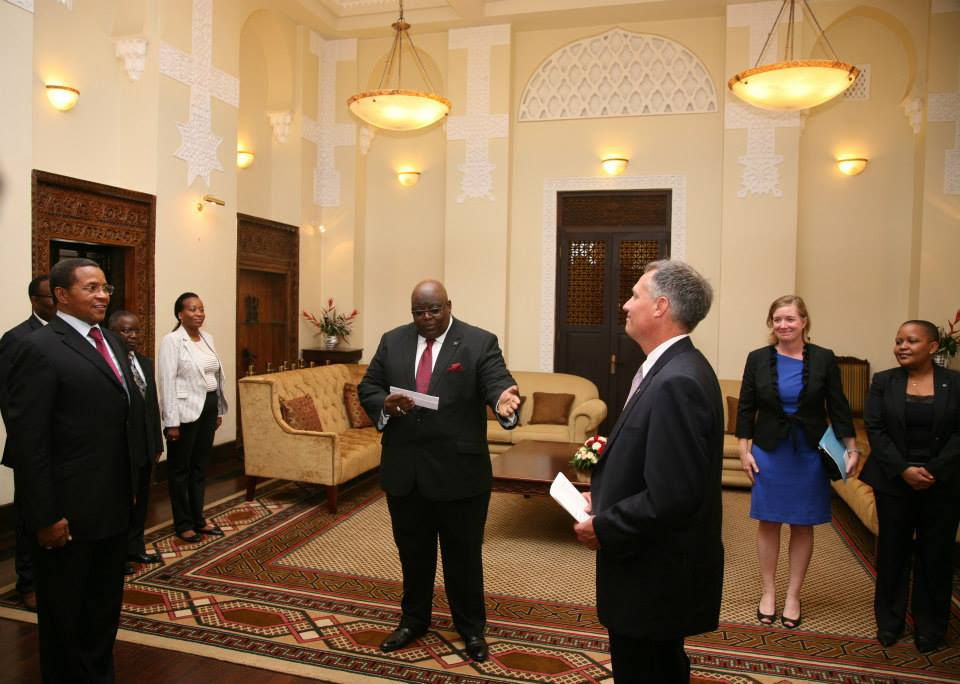
Embajador Mark B. Childress presentando sus credenciales al presidente Kikwete.

Los terroristas asociados con Al Qaeda bombardearon las embajadas de los Estados Unidos en Dar es Salaam y Nairobi, Kenia, el 7 de agosto de 1998. Este acto horrorizó a los tanzanos y estadounidenses por igual y también recibió condena de todo el mundo. Tras el atentado, Tanzania comenzó a recibir ayuda financiera de los Estados Unidos para los esfuerzos antiterroristas y la capacitación de la policía. El presidente Benjamin Mkapa visitó los EE. UU. En septiembre de 1999 con una delegación de ejecutivos de negocios, lo que refleja el mayor nivel de cooperación en temas de comercio e inversión y el compromiso de Tanzania con la liberalización económica. El presidente Jakaya Kikwete, quien fue elegido en 2005, visitó los Estados Unidos en mayo de 2006, se reunió con la secretaria de Estado  Rice, el vicepresidente Dick Cheney y, brevemente, el presidente George W. Bush. Se reunió con el presidente Bush en una reunión privada en septiembre de 2006 en Nueva York. Kikwete buscó ampliar los lazos de Tanzania con los Estados Unidos en todos los ámbitos, incluidos los políticos, económicos y militares.
El gobierno de los Estados Unidos brinda asistencia a Tanzania para apoyar programas en las áreas de salud, medio ambiente, democracia y desarrollo del sector privado. Los Estados Unidos. El programa de la Agencia de los Estados Unidos para el Desarrollo Internacional en Tanzania promedia alrededor de $ 20 millones por año, una cantidad relativamente pequeña (ver Waters 2006). El programa Cuerpo de Paz, que se suspendió en Tanzania debido a las objeciones a la participación de los Estados Unidos en la guerra de Vietnam en la década de 1960, se restableció en 1979 y proporciona asistencia en educación a través de la provisión de maestros. El Cuerpo de Paz también está prestando asistencia en los sectores de salud y medio ambiente. Actualmente, unos 147 voluntarios están sirviendo en Tanzania. La primera dama Laura Bush visitó Dar es Salaam y Zanzíbar a mediados de julio de 2005.

## Misiones diplomáticas residentes
- Estados Unidos tiene una embajada en Dar es-Salam.
- Tanzania tiene una embajada en Washington D. C.

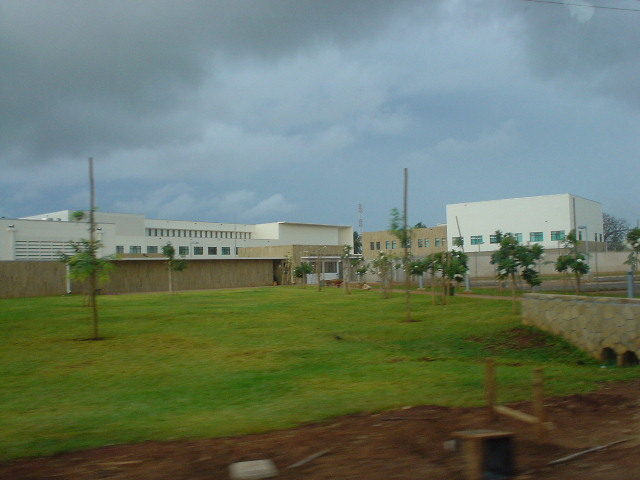
Embajada de los Estados Unidos en Dar es-Salam
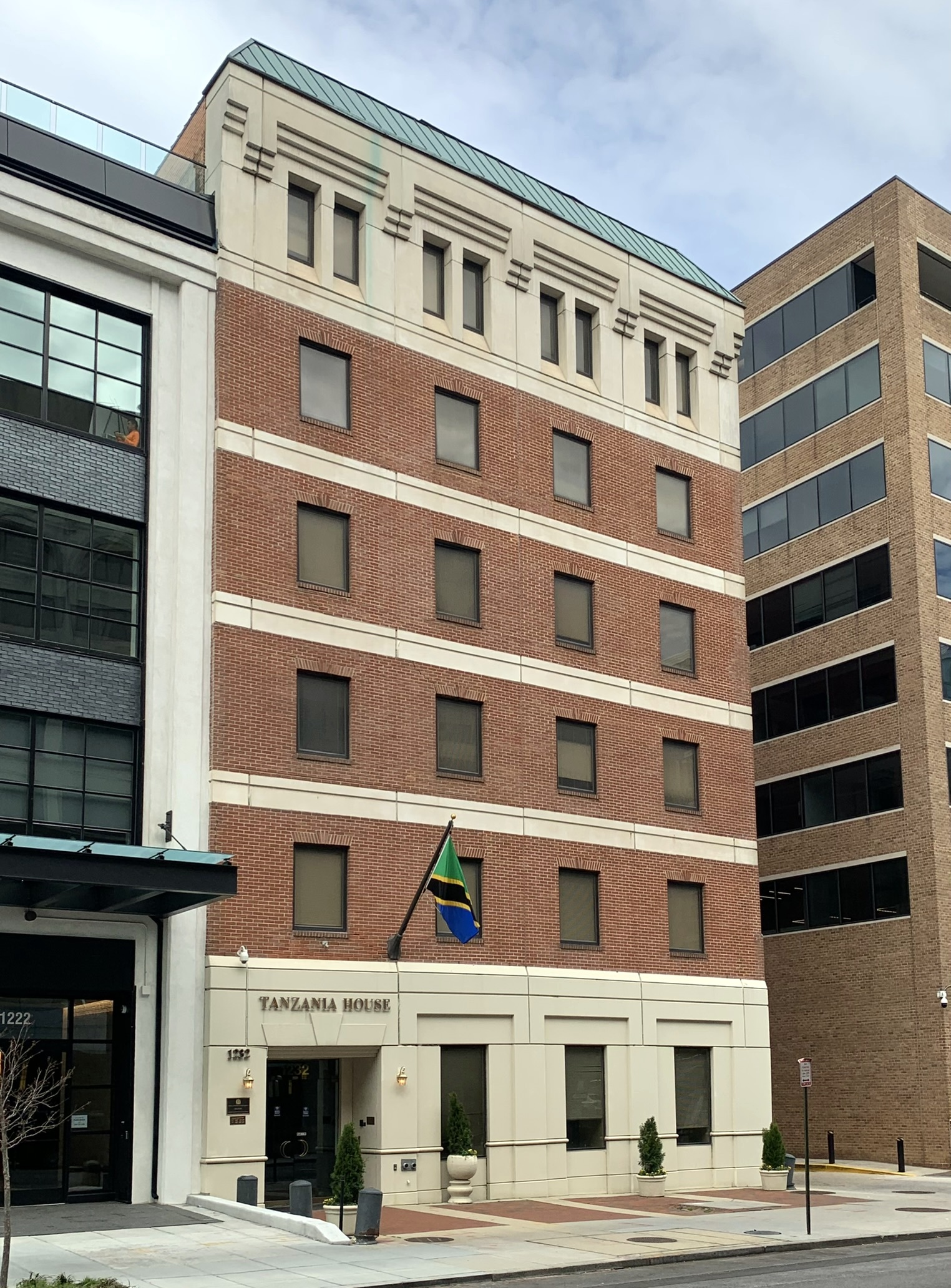
Embajada de Tanzania en Washington, D.C.